# Fallende und steigende Faktorielle
Die fallende bzw. steigende Faktorielle (fallende bzw. steigende Fakultät) bezeichnet in der Mathematik eine Funktion ähnlich der Exponentiation, bei der jedoch die Faktoren schrittweise fallen bzw. steigen, d. h., um Eins reduziert bzw. erhöht werden.

## Definition
Für natürliche Zahlen {\displaystyle n} und {\displaystyle k} mit {\displaystyle n\geq k\geq 0} wird die {\displaystyle k}-te fallende bzw. steigende Faktorielle (fallende bzw. steigende Fakultät) als {\displaystyle n^{\underline {k}}} bzw. {\displaystyle n^{\overline {k}}} notiert und ist wie folgt definiert:
{\displaystyle n^{\underline {k}}:=\prod \limits _{j=1}^{k}(n-j+1)=n(n-1)(n-2)\cdots (n-k+1)={\frac {n!}{(n-k)!}}}
{\displaystyle n^{\overline {k}}:=\prod \limits _{j=1}^{k}(n+j-1)=n(n+1)(n+2)\cdots (n+k-1)={\frac {(n+k-1)!}{(n-1)!}}}
Man liest die Terme als „{\displaystyle n} hoch {\displaystyle k} fallend“ bzw. „{\displaystyle n} hoch {\displaystyle k} steigend“.
In manchen Lehrbüchern wird auch {\displaystyle (n)_{k}} bzw. {\displaystyle n^{(k)}} verwendet.

## Kombinatorische Interpretation
Im Urnenmodell lässt sich die fallende Faktorielle als die Anzahl der Möglichkeiten interpretieren, aus einer Urne mit {\displaystyle n} verschiedenen Kugeln {\displaystyle k} Kugeln zu entnehmen, ohne Zurücklegen, mit Beachtung der Reihenfolge. Für die erste Kugel gibt es {\displaystyle n} Kandidaten, für die zweite {\displaystyle n-1} … und schließlich für die letzte Kugel noch {\displaystyle n-k+1}. Für die Gesamtauswahl gibt es daher {\displaystyle n(n-1)\cdots (n-k+1)=n^{\underline {k}}} Möglichkeiten.
Allgemein ist {\displaystyle n^{\underline {k}}} die Anzahl der {\displaystyle k}-Permutationen einer {\displaystyle n}-Menge oder alternativ die Anzahl injektiver Abbildungen einer {\displaystyle k}-Menge in eine {\displaystyle n}-Menge.

## Verallgemeinerung
Die Definition erfolgt analog für eine komplexe Zahl {\displaystyle x} und eine natürliche Zahl {\displaystyle k}:
{\displaystyle x^{\underline {k}}:=x(x-1)(x-2)\cdots (x-k+1)}
{\displaystyle x^{\overline {k}}:=x(x+1)(x+2)\cdots (x+k-1)}
Man kann {\displaystyle x^{\underline {k}}} und {\displaystyle x^{\overline {k}}} dann als komplexe Polynome in {\displaystyle x} auffassen.
Für {\displaystyle x\in \mathbb {C} } stimmt die steigende Faktorielle {\displaystyle x^{\overline {k}}} mit dem Pochhammer-Symbol {\displaystyle (x,k)} überein.

## Eigenschaften

### Rechenregeln
Es gelten folgende Rechenregeln:
{\displaystyle x^{\underline {1}}=x^{\overline {1}}=x}
{\displaystyle x^{\underline {0}}=x^{\overline {0}}=1}
{\displaystyle (-x)^{\overline {k}}=(-1)^{k}x^{\underline {k}}}
{\displaystyle x^{\underline {k}}=(-x)^{\overline {k}}=0}  für {\displaystyle 0\leq x<k} und {\displaystyle x\in \mathbb {Z} }

### Beziehungen zu anderen bekannten Zahlen
Mithilfe der fallenden Faktoriellen lassen sich die Binomialkoeffizienten allgemein definieren:
{\displaystyle {\binom {x}{k}}:={\frac {1}{k!}}x^{\underline {k}}}
Es gelten außerdem folgende Gleichungen, wobei {\displaystyle \displaystyle \left[{n \atop k}\right]} und {\displaystyle \displaystyle \left\{\!{n \atop k}\!\right\}} die (vorzeichenlosen) Stirling-Zahlen erster und zweiter Art bezeichnen:
{\displaystyle \displaystyle x^{k}=\sum _{j=-\infty }^{\infty }\left\{\!{k \atop j}\!\right\}\cdot x^{\underline {j}}}
{\displaystyle \displaystyle x^{k}=\sum _{j=-\infty }^{\infty }(-1)^{k-j}\left\{{k \atop j}\right\}\cdot x^{\overline {j}}}
{\displaystyle \displaystyle x^{\overline {k}}=\sum _{j=-\infty }^{\infty }\left[{k \atop j}\right]\cdot x^{j}}
{\displaystyle \displaystyle x^{\underline {k}}=\sum _{j=-\infty }^{\infty }(-1)^{k-j}\left[{k \atop j}\right]\cdot x^{j}}

### Vorkommen in der Analysis
{\displaystyle {{\operatorname {d} ^{j}} \over \operatorname {d} \!x^{j}}x^{k}=k^{\underline {j}}x^{k-j}}